# Río Verde (gemeente)
Río Verde is een gemeente in de Chileense provincie Magallanes in de regio Magallanes y la Antártica Chilena. Río Verde telde 617 inwoners in 2017.
- Virtual International Authority File: 326145858093023022027